# 1. Fußball-Club Kaiserslautern 2011-2012
Questa voce raccoglie le informazioni riguardanti il 1. Fußball-Club Kaiserslautern nelle competizioni ufficiali della stagione 2011-2012.

## Stagione
Nella stagione 2011-2012 il Kaiserslautern, allenato da Krasimir Balăkov, concluse il campionato di Bundesliga al 18º posto e retrocesse in 2. Bundesliga. In coppa di Germania il Kaiserslautern fu eliminato agli ottavi di finale dall'Hertha Berlino.

## Rosa
| N. |                      | Ruolo | Calciatore       |
| -- | -------------------- | ----- | ---------------- |
| 27 | Austria (bandiera)   | P     | Marco Knaller    |
| 32 | Germania (bandiera)  | P     | Marius Müller    |
| 1  | Germania (bandiera)  | P     | Tobias Sippel    |
| 29 | Germania (bandiera)  | P     | Kevin Trapp      |
| 6  | Germania (bandiera)  | D     | Mathias Abel     |
| 17 | Germania (bandiera)  | D     | Alexander Bugera |
| 23 | Germania (bandiera)  | D     | Florian Dick     |
| 33 | Germania (bandiera)  | D     | Dominique Heintz |
| 3  | Danimarca (bandiera) | D     | Leon Jessen      |
| 14 | Brasile (bandiera)   | D     | Lucas            |
| 34 | Ungheria (bandiera)  | D     | Willi Orban      |
| 20 | Brasile (bandiera)   | D     | Rodnei           |
| 2  | Rep. Ceca (bandiera) | D     | Jan Šimůnek      |
| 25 | Algeria (bandiera)   | D     | Anthar Yahia     |
| 4  | Polonia (bandiera)   | C     | Ariel Borysiuk   |
| 21 | Germania (bandiera)  | C     | Pierre De Wit    |

| N. |                        | Ruolo | Calciatore          |
| -- | ---------------------- | ----- | ------------------- |
| 28 | Grecia (bandiera)      | C     | Kōstas Fortounīs    |
| 7  | Germania (bandiera)    | C     | Oliver Kirch        |
| 13 | Grecia (bandiera)      | C     | Athanasios Petsos   |
| 10 | Turchia (bandiera)     | C     | Olcay Şahan         |
| 38 | Polonia (bandiera)     | C     | Alan Stulin         |
| 8  | Germania (bandiera)    | C     | Christian Tiffert   |
| 26 | Germania (bandiera)    | C     | Steven Zellner      |
| 35 | Germania (bandiera)    | A     | Julian Derstroff    |
| 22 | Danimarca (bandiera)   | A     | Nicolai Jørgensen   |
| 30 | Camerun (bandiera)     | A     | Dorge Kouemaha      |
| 9  | Israele (bandiera)     | A     | Itay Shechter       |
| 16 | Germania (bandiera)    | A     | Richard Sukuta-Pasu |
| 31 | Polonia (bandiera)     | A     | Jakub Świerczok     |
| 11 | Germania (bandiera)    | A     | Sandro Wagner       |
| 37 | Stati Uniti (bandiera) | A     | Andrew Wooten       |

## Organigramma societario
Area tecnica
- Allenatore: Krasimir Balăkov
- Allenatore in seconda: Jončo Arsov, Günther Gorenzel-Simonitsch, Roger Lutz
- Preparatore dei portieri: Gerald Ehrmann
- Preparatori atletici:

## Risultati

### Bundesliga

#### Girone di andata
| Arbitro: | Perl |

|                    |           |  |
| Rosenberg 60’, 81’ | Marcatori |  |

| Arbitro: | Welz |

|              |           |            |
| Shechter 80’ | Marcatori | 9’ Mölders |

| Arbitro: | Kircher |

|            |           |              |
| Jajalo 19’ | Marcatori | 17’ Iličević |

| Arbitro: | Gagelmann |

|  |           |                            |
|  | Marcatori | 37’ (rig.), 55’, 69’ Gómez |

| Arbitro: | Meyer |

|            |           |  |
| Arango 58’ | Marcatori |  |

| Arbitro: | Stark |

|                                              |           |                   |
| Svensson 24’ (aut.) Shechter 54’ Tiffert 73’ | Marcatori | 15’ Choupo-Moting |

| Arbitro: | Kinhöfer |

|             |           |  |
| Dejagah 63’ | Marcatori |  |

| Arbitro: | Perl |

|  |           |                          |
|  | Marcatori | 52’ Cacau 69’ Boulahrouz |

| Arbitro: | Sippel |

|                      |           |                                 |
| Huntelaar 62’ (rig.) | Marcatori | 30’ (rig.) Tiffert 72’ Kouemaha |

| Arbitro: | Hartmann |

|              |           |  |
| Shechter 75’ | Marcatori |  |

| Arbitro: | Schmidt |

|              |           |            |
| Guerrero 65’ | Marcatori | 38’ De Wit |

| Arbitro: | Perl |

|              |           |              |
| Ibišević 33’ | Marcatori | 73’ Kouemaha |

| Arbitro: | Kinhöfer |

|  |           |                     |
|  | Marcatori | 53’ Ballack 69’ Sam |

| Arbitro: | Welz |

|              |           |  |
| Chandler 13’ | Marcatori |  |

| Arbitro: | Weiner |

|                  |           |             |
| Hubník 6’ (aut.) | Marcatori | 15’ Raffael |

| Arbitro: | Aytekin |

|            |           |           |
| Kagawa 27’ | Marcatori | 60’ Şahan |

| Arbitro: | Brych |

|           |           |                |
| Nemec 68’ | Marcatori | 13’ Abdellaoue |

#### Girone di ritorno
| Kaiserslautern 21 gennaio 2012, ore 18:30 CET 18ª giornata | Kaiserslautern | 0 – 0 referto | Werder Brema | Fritz-Walter-Stadion (40 381 spett.)\| Arbitro: \| Hartmann \| |
| Arbitro:                                                   | Hartmann       |               |              |                                                                |

| Arbitro: | Gräfe |

|                     |           |               |
| de Jong 5’ Hain 65’ | Marcatori | 25’, 48’ Dick |

| Arbitro: | Stark |

|  |           |           |
|  | Marcatori | 72’ Roshi |

| Arbitro: | Schmidt |

|                     |           |  |
| Gómez 6’ Müller 30’ | Marcatori |  |

| Arbitro: | Weiner |

|            |           |                        |
| Jessen 63’ | Marcatori | 9’ Herrmann 14’ Arango |

| Arbitro: | Kircher |

|                                                  |           |  |
| Zidan 2’ Szalai 17’ Müller 31’ Choupo-Moting 74’ | Marcatori |  |

| Kaiserslautern 3 marzo 2012, ore 15:30 CET 24ª giornata | Kaiserslautern | 0 – 0 referto | Wolfsburg | Fritz-Walter-Stadion (34 110 spett.)\| Arbitro: \| Aytekin \| |
| Arbitro:                                                | Aytekin        |               |           |                                                               |

| Stoccarda 9 marzo 2012, ore 20:30 CET 25ª giornata | Stoccarda | 0 – 0 referto | Kaiserslautern | Mercedes-Benz Arena (50 100 spett.)\| Arbitro: \| Brych \| |
| Arbitro:                                           | Brych     |               |                |                                                            |

| Arbitro: | Gagelmann |

|           |           |                                              |
| Rodnei 3’ | Marcatori | 39’ Holtby 45’ Huntelaar 51’ Raúl 81’ Farfán |

| Arbitro: | Meyer |

|                      |           |  |
| Guédé 8’ Makiadi 14’ | Marcatori |  |

| Arbitro: | Kinhöfer |

|  |           |            |
|  | Marcatori | 28’ Jansen |

| Arbitro: | Welz |

|            |           |                                   |
| Bugera 86’ | Marcatori | 26’ (rig.) Salihović 71’ Vukčević |

| Arbitro: | Zwayer |

|                                     |           |               |
| Kießling 1’ Rolfes 57’ Reinartz 69’ | Marcatori | 42’ Derstroff |

| Arbitro: | Fritz |

|  |           |                        |
|  | Marcatori | 43’ Didavi 73’ Pekhart |

| Arbitro: | Stark |

|              |           |                      |
| Niemeyer 60’ | Marcatori | 27’ Kirch 38’ Wooten |

| Arbitro: | Schmidt |

|                               |           |                                             |
| Santana 16’ (aut.) De Wit 49’ | Marcatori | 18’, 26’, 55’ Barrios 33’ Götze 76’ Perišić |

| Arbitro: | Brych |

|                             |           |           |
| Bugera 38’ (aut.) Konan 71’ | Marcatori | 7’ De Wit |

### Coppa di Germania
| Arbitro: | Rafati |

|  |           |                                     |
|  | Marcatori | 18’ Iličević 23’ Tiffert 50’ Petsos |

| Arbitro: | Stark |

|  |           |                  |
|  | Marcatori | 119’ Sukuta-Pasu |

| Arbitro: | Meyer |

|                                 |           |              |
| Ramos 43’ Lasogga 59’ Ebert 90’ | Marcatori | 51’ Shechter |

## Statistiche

### Statistiche di squadra
| Competizione      | Punti | In casa | In casa | In casa | In casa | In casa | In casa | In trasferta | In trasferta | In trasferta | In trasferta | In trasferta | In trasferta | Totale | Totale | Totale | Totale | Totale | Totale | DR  |
| Competizione      | Punti | G       | V       | N       | P       | Gf      | Gs      | G            | V            | N            | P            | Gf           | Gs           | G      | V      | N      | P      | Gf     | Gs     | DR  |
| ----------------- | ----- | ------- | ------- | ------- | ------- | ------- | ------- | ------------ | ------------ | ------------ | ------------ | ------------ | ------------ | ------ | ------ | ------ | ------ | ------ | ------ | --- |
| Bundesliga        | 23    | 17      | 2       | 5       | 10      | 12      | 28      | 17           | 2            | 6            | 9            | 12           | 26           | 34     | 4      | 11     | 19     | 24     | 54     | -30 |
| Coppa di Germania | -     | 0       | 0       | 0       | 0       | 0       | 0       | 3            | 2            | 0            | 1            | 5            | 3            | 3      | 2      | 0      | 1      | 5      | 3      | +2  |
| Totale            | -     | 17      | 2       | 5       | 10      | 12      | 28      | 20           | 4            | 6            | 10           | 17           | 29           | 37     | 6      | 11     | 20     | 29     | 57     | -28 |

### Andamento in campionato
| Giornata  | 1  | 2  | 3  | 4  | 5  | 6  | 7  | 8  | 9  | 10 | 11 | 12 | 13 | 14 | 15 | 16 | 17 | 18 | 19 | 20 | 21 | 22 | 23 | 24 | 25 | 26 | 27 | 28 | 29 | 30 | 31 | 32 | 33 | 34 |
| --------- | -- | -- | -- | -- | -- | -- | -- | -- | -- | -- | -- | -- | -- | -- | -- | -- | -- | -- | -- | -- | -- | -- | -- | -- | -- | -- | -- | -- | -- | -- | -- | -- | -- | -- |
| Luogo     | T  | C  | T  | C  | T  | C  | T  | C  | T  | C  | T  | T  | C  | T  | C  | T  | C  | C  | T  | C  | T  | C  | T  | C  | T  | C  | T  | C  | C  | T  | C  | T  | C  | T  |
| Risultato | P  | N  | N  | P  | P  | V  | P  | P  | V  | V  | N  | N  | P  | P  | N  | N  | N  | N  | N  | P  | P  | P  | P  | N  | N  | P  | P  | P  | P  | P  | P  | V  | P  | P  |
| Posizione | 15 | 17 | 15 | 17 | 17 | 15 | 15 | 16 | 14 | 14 | 13 | 12 | 14 | 16 | 16 | 15 | 16 | 16 | 16 | 16 | 16 | 16 | 17 | 18 | 18 | 18 | 18 | 18 | 18 | 18 | 18 | 18 | 18 | 18 |

Legenda:

Luogo: C = Casa; T = Trasferta. Risultato: V = Vittoria; N = Pareggio; P = Sconfitta.

### Statistiche dei giocatori
| Giocatore      | Bundesliga | Bundesliga | Bundesliga  | Bundesliga | Coppa di Germania | Coppa di Germania | Coppa di Germania | Coppa di Germania | Totale   | Totale | Totale      | Totale     |
| Giocatore      | Presenze   | Reti       | Ammonizioni | Espulsioni | Presenze          | Reti              | Ammonizioni       | Espulsioni        | Presenze | Reti   | Ammonizioni | Espulsioni |
| -------------- | ---------- | ---------- | ----------- | ---------- | ----------------- | ----------------- | ----------------- | ----------------- | -------- | ------ | ----------- | ---------- |
| M. Knaller     | -          | -          | -           | -          | -                 | -                 | -                 | -                 | -        | -      | -           | -          |
| M. Müller      | -          | -          | -           | -          | -                 | -                 | -                 | -                 | -        | -      | -           | -          |
| T. Sippel      | 11         | 0          | 0           | 0          | -                 | -                 | -                 | -                 | 11       | 0      | 0           | 0          |
| K. Trapp       | 23         | 0          | 1           | 0          | 3                 | 0                 | 0                 | 0                 | 26       | 0      | 1           | 0          |
| M. Abel        | 22         | 0          | 2           | 0          | 2                 | 0                 | 0                 | 0                 | 24       | 0      | 2           | 0          |
| A. Bugera      | 20         | 1          | 4           | 0          | 2                 | 0                 | 0                 | 0                 | 22       | 1      | 4           | 0          |
| F. Dick        | 32         | 2          | 11          | 0          | 3                 | 0                 | 0                 | 0                 | 35       | 2      | 11          | 0          |
| D. Heintz      | 1          | 0          | 0           | 0          | -                 | -                 | -                 | -                 | 1        | 0      | 0           | 0          |
| L. Jessen      | 15         | 1          | 2           | 0          | 1                 | 0                 | 1                 | 0                 | 16       | 1      | 3           | 0          |
| Lucas          | -          | -          | -           | -          | -                 | -                 | -                 | -                 | -        | -      | -           | -          |
| W. Orban       | 2          | 0          | 0           | 0          | -                 | -                 | -                 | -                 | 2        | 0      | 0           | 0          |
| Rodnei         | 22         | 1          | 4           | 1          | 3                 | 0                 | 0                 | 0                 | 25       | 1      | 4           | 1          |
| J. Šimůnek     | 6          | 0          | 1           | 0          | -                 | -                 | -                 | -                 | 6        | 0      | 1           | 0          |
| A. Yahia       | 11         | 0          | 1           | 0          | -                 | -                 | -                 | -                 | 11       | 0      | 1           | 0          |
| A. Borysiuk    | 12         | 0          | 2           | 1          | -                 | -                 | -                 | -                 | 12       | 0      | 2           | 1          |
| P. De Wit      | 25         | 3          | 1           | 0          | 3                 | 0                 | 0                 | 0                 | 28       | 3      | 1           | 0          |
| K. Fortounīs   | 28         | 0          | 4           | 0          | 2                 | 0                 | 0                 | 0                 | 30       | 0      | 4           | 0          |
| O. Kirch       | 23         | 1          | 3           | 0          | 3                 | 0                 | 0                 | 0                 | 26       | 1      | 3           | 0          |
| T. Petsos      | 19         | 0          | 2           | 0          | 2                 | 1                 | 0                 | 0                 | 21       | 1      | 2           | 0          |
| O. Şahan       | 27         | 1          | 6           | 0          | 3                 | 0                 | 0                 | 0                 | 30       | 1      | 6           | 0          |
| A. Stulin      | -          | -          | -           | -          | -                 | -                 | -                 | -                 | -        | -      | -           | -          |
| C. Tiffert     | 31         | 2          | 5           | 0          | 3                 | 1                 | 1                 | 0                 | 34       | 3      | 6           | 0          |
| S. Zellner     | 1          | 0          | 0           | 0          | -                 | -                 | -                 | -                 | 1        | 0      | 0           | 0          |
| J. Derstroff   | 12         | 1          | 2           | 0          | -                 | -                 | -                 | -                 | 12       | 1      | 2           | 0          |
| N. Jørgensen   | 5          | 0          | 2           | 0          | -                 | -                 | -                 | -                 | 5        | 0      | 2           | 0          |
| D. Kouemaha    | 17         | 2          | 3           | 0          | 3                 | 0                 | 0                 | 0                 | 20       | 2      | 3           | 0          |
| I. Shechter    | 23         | 3          | 2           | 1          | 3                 | 1                 | 0                 | 0                 | 26       | 4      | 2           | 1          |
| R. Sukuta-Pasu | 24         | 0          | 4           | 0          | 2                 | 1                 | 0                 | 0                 | 26       | 1      | 4           | 0          |
| J. Świerczok   | 6          | 0          | 2           | 0          | -                 | -                 | -                 | -                 | 6        | 0      | 2           | 0          |
| S. Wagner      | 11         | 0          | 3           | 0          | -                 | -                 | -                 | -                 | 11       | 0      | 3           | 0          |
| A. Wooten      | 7          | 1          | 0           | 0          | -                 | -                 | -                 | -                 | 7        | 1      | 0           | 0          |
| M. Amedick     | 14         | 0          | 3           | 0          | 2                 | 0                 | 0                 | 0                 | 16       | 0      | 3           | 0          |
| I. Iličević    | 4          | 1          | 0           | 1          | 1                 | 1                 | 0                 | 0                 | 5        | 2      | 0           | 1          |
| A. Nemec       | 4          | 1          | 0           | 0          | 1                 | 0                 | 0                 | 0                 | 5        | 1      | 0           | 0          |
| G. Vermouth    | 2          | 0          | 0           | 0          | -                 | -                 | -                 | -                 | 2        | 0      | 0           | 0          |
| C. Walch       | 5          | 0          | 0           | 0          | -                 | -                 | -                 | -                 | 5        | 0      | 0           | 0          |